# Perils of the Deep Blue
«Perils of the Deep Blue» — шостий студійний альбом норвезького готик-метал-гурту Sirenia. Реліз відбувся 28 червня 2013 року.

## Список композицій
Автор музики і слів Мортен Веланд. 
| #   | Назва                                             | Тривалість |
| --- | ------------------------------------------------- | ---------- |
| 1.  | «Ducere me in lucem» (Lead Me to the Light)       | 3:33       |
| 2.  | «Seven Widows Weep»                               | 6:57       |
| 3.  | «My Destiny Coming to Pass»                       | 5:16       |
| 4.  | «Ditt endelikt» (Your Demise)                     | 6:10       |
| 5.  | «Cold Caress»                                     | 5:57       |
| 6.  | «Darkling»                                        | 5:35       |
| 7.  | «Decadence»                                       | 4:58       |
| 8.  | «Stille kom døden» (Death Came Silently)          | 12:42      |
| 9.  | «The Funeral March»                               | 5:34       |
| 10. | «Profound Scars»                                  | 6:09       |
| 11. | «A Blizzard Is Storming»                          | 4:49       |
| 12. | «Chains» (бонусний трек обмеженого видання)       | 4:24       |
| 13. | «Blue Colleen» (бонусний трек обмеженого видання) | 5:01       |
| 14. | «Once a Star» (бонусний трек iTunes)              | 5:14       |

## Учасники запису
- Айлін — жіночий вокал
- Мортен Веланд — гітари, ґроулінг, бас-гітара, клавіші, теренін, мандолін, укулеле, акордеон, мелодій та флейта
- Йоакім Неас — чистий чоловічий вокал в треку «Ditt endelikt»
- Деміан Шуріен, Матью Ландрі, Еммануель Зольден, Емілі Лесброс — хор

## Чарти
| Чарт (2013)                     | Місце |
| ------------------------------- | ----- |
| Belgian Albums Chart (Фландрія) | 98    |
| Belgian Albums Chart (Валлонія) | 89    |
| French Albums Chart             | 136   |
| German Albums Chart             | 50    |
| Swiss Albums Chart              | 43    |
| UK Rock Chart                   | 11    |
| US Billboard Hard Rock Albums   | 97    |
| US Billboard Heatseeker Albums  | 20    |